# Rincón de la Vieja
Der Rincón de la Vieja (dt. Versteck der alten Frau) ist ein aktiver, komplexer Vulkan im Nordwesten Costa Ricas.

## Geografie
Er liegt im Nationalpark Rincón de la Vieja, 25 km entfernt von Liberia, in der Provinz Guanacaste. Der Vulkan hat eine Höhe von 1916 m. In seinem Krater in mehr als 1800 m Höhe befindet sich ein Säuresee, der 100 m unter dem Kraterrand liegt und einen Durchmesser von ungefähr 250 Metern hat. In ihm werden Temperaturen bis zu 90 °C gemessen. Bei dem Ausbruch im Jahre 1995 schwappte der See über und es gab eine 18 km lange Schlammlawine. Beim Ausbruch im Februar 1998 schwappte gleichfalls ein ätzender und mit glühenden Gesteinstrümmern beladener Schlammstrom aus dem Krater und ergoss sich 18 km weit in die Ebene hinaus und zerstörte dort Plantagen, Brücken und Straßen. Weitere kleinere Krater erstrecken sich auf der Flanke des Vulkans in einem Bogen, der von Nordosten nach Südwesten verläuft.
Die jüngste Aktivität zeigte der Vulkan im Mai 2023. Dabei kam es zu 58 Eruptionen, von denen acht als signifikant galten.
Neben dem Rincón de la Vieja gibt es in Costa Rica noch sechs weitere aktive Vulkane: Poás, Irazú, Miravalles, Orosí, Arenal und Turrialba.

## Geothermische Energie
Eine große Anzahl von heißen Quellen, Fumarolen, heißen blubbernden Schlammlöchern und Schwefelverbindungsgeruch in der Gegend um den Vulkan deuten auf die vorhandene geothermische Energie hin. Studien haben gezeigt, dass der Vulkan eine geothermische Leistung von 120 MW erbringen könnte. Da er sich aber im Nationalpark befindet, sind lediglich kleinere Testbohrungen erlaubt. Weitere Bohrungen würden Studien über mögliche Umweltschäden erforderlich machen.

## Mythen
Rincón de la Vieja (spanisch) bedeutet etwa Schlupfwinkel der alten Frau. Nach den Legenden der Bevölkerung rund um den Rincón de la Vieja hält sich im See eine alte Hexe verborgen. Weil sie den Menschen, unter denen sie einst lebte, mit ihren Raubtierzähnen und ihren feurigen Augen Angst eingejagt hatte, wurde sie von einem Medizinmann verflucht. Daraufhin verschwand sie im Krater des Vulkans.